# Bruno de Keyzer
Bruno de Keyzer (* 11. August 1949 in Maintenon; † 25. Juni 2019 in Villerville) war ein französischer Kameramann.

## Leben
Bruno de Keyzer arbeitete als Kameraassistent bei Sven Nykvist. Als Chefkameramann war er zunächst in Frankreich, bald auch bei internationalen Produktionen tätig. Für Ein Sonntag auf dem Lande erhielt er 1986 den César für die beste Kamera. 2011 wurde er Chevalier (Ritter) des Ordre des Arts et des Lettres.

## Filmografie (Auswahl)
- 1984: Ein Sonntag auf dem Lande 
(Un dimanche à la campagne)
- 1984: Souvenirs, Souvenirs
- 1985: Gezeichnet: Charlotte (Signé Charlotte)
- 1986: Um Mitternacht (Round Midnight)
- 1987: Die Passion der Beatrice (La Passion Béatrice)
- 1988: Saxo
- 1989: Der wiedergefundene Freund (Reunion)
- 1989: Das Leben und nichts anderes (La vie et rien d’autre)
- 1990: Angst vor der Dunkelheit (Afraid of the Dark)
- 1990: Lacenaire
- 1991: Verliebt in Chopin (Impromptu)
- 1991: Doppelter Blick (Afraid of the Dark)
- 1992: Max und Jérémie
- 1994: Die Königin der Nacht
- 1995: Der Erlkönig
- 1995: All Men Are Mortal (Alle Menschen sind sterblich)
- 1996: Der Unhold
- 1996: Tashunga – Gnadenlose Verfolgung (North Star)
- 2000: The Day the Ponies Come Back 
(Der Tag, an dem die Ponys wiederkehren)
- 2000: Alles über Adam (About Adam)
- 2005: Zaina – Königin der Pferde (Zaïna, cavalière de l’Atlas)
- 2007: Recht vielen Dank (Très bien merci)
- 2008: Alarm
- 2009: Mord in Louisiana (In the Electric Mist)
- 2010: Die Prinzessin von Montpensier 
(La Princesse de Montpensier)